# Smedjebacken
Smedjebacken ist ein Ort (tätort) in der schwedischen Provinz Dalarnas län und der historischen Provinz Dalarna. Der Ort ist Hauptort der gleichnamigen Gemeinde.
Smedjebacken ist ein alter Bergbauort und liegt am See Barken, der über ein Kanalsystem, den Strömsholm-Kanal, mit dem Mälaren verbunden ist.

## Persönlichkeiten
- Erik Norberg (1883–1954), Turner